# Lars Grenacher
Lars Grenacher (* 9. Oktober 1967 in Ludwigshafen) ist ein deutscher Radiologe und Hochschullehrer.

## Leben
Nach dem Abitur 1986 am humanistischen Theodor-Heuss-Gymnasium in Ludwigshafen absolvierte er seine Wehrdienstzeit bis 1987 und studierte im Anschluss Humanmedizin an der Ruprecht-Karls-Universität in Heidelberg. Er promovierte im Jahr 1997 im Fach Radiologie (Doktorvater Götz Richter) zum Thema computertomographische Volumetrie der Leberzirrhose. Seine Facharztausbildung absolvierte Grenacher an der Radiologischen Universitätsklinik Heidelberg am Lehrstuhl von Günter W. Kauffmann, einem Interventionsradiologen. Nach einem eineinhalbjährigen Forschungsaufenthalt am Deutschen Krebsforschungszentrum (DKFZ) bei Gerhard van Kaick habilitierte er 2006 bei Kauffmann zu einem interventionell-radiologischen Thema Einflüsse physikalischer und mechanischer Eigenschaften von Stents in der Behandlung der peripheren arteriellen Verschlußkrankheit (pAVK) und erhielt die Venia legendi als Privatdozent im selben Jahr. 2008 verlieh ihm der Senat der Universität Heidelberg die außerplanmäßige (apl.) Professur.
Grenacher war von 2009 bis 2015 stellvertretender ärztlicher Direktor und leitender Oberarzt der Radiologischen Universitätsklinik (DIR) unter der Direktion von Hans-Ulrich Kauczor, bevor er selber im Jahr 2015 den Vorsitz der Geschäftsleitung und den Posten eines Ärztlichen Direktors der Conradia Radiologie München (Umfirmierung, vorher: Diagnostik München) übernahm.
Lars Grenacher ist evangelisch, verheiratet und hat drei Kinder.
Grenachers radiologischer Schwerpunkt ist die radiologische Diagnostik des oberen Gastrointestinaltraktes (Speiseröhre, Magen) sowie des Leber-Gallen-Systems mit einem Schwerpunkt auf der Diagnostik der Bauchspeicheldrüse.

## Arbeitsschwerpunkte
Zu seinen Schwerpunktthemen hat Grenacher über vier Jahre am Sonderforschungsbereich / SFB/TR 125 Cognition guided Surgery ein Projekt zur innovativen Pankreasdiagnostik geleitet und war Leiter der Diagnostik eines EU-Projektes des FP 7-Programms (save me Nr. 26330) zur Diagnostik und Therapie von Pankreaskarzinomen mittels Nanopartikeln.
Zu seinen Schwerpunkt-Themen ist er ein Mitglied in nationalen und internationalen Gremien zur Erstellung von Leitlinien: Leitung der Diagnostikgruppe der S3-Leitlinie zum Magenkarzinom (Fertigstellung 2019), Leiter der Diagnostik der Europäischen Leitlinie für zystische Pankreastumore (Fertigstellung 2018), Mitglied der Diagnostikgruppe für die S3-Leitlinie zum Ösophaguskarzinom (Fertigstellung 2019) sowie Mitglied des siebenköpfigen interdisziplinären Steuergremiums für die Erstellung von Pankreasleitlinien in Deutschland. Bei letzterer Beginn 2019 der S3-Leitlinie der AWMF zur akuten und chronischen Pankreatitis in der Arbeitsgruppe "Autoimmunpankreatitis" und der S3-Leitlinie der AWMF und DGVS zum exokrinen Pankreaskarzinom als Stellvertretender Leiter der Diagnostikgruppe.
Zudem ist er Mitglied des Vorstandes der AG Abdominale Radiologie der deutschen Röntgengesellschaft (DRG), von 2014 bis 2018 als stellvertretender Vorsitzender, seit 2018 als Vorsitzender.
Grenacher ist Autor wissenschaftlicher Arbeiten und mehrerer Buchkapitel zu seinen Schwerpunkten.
Zudem ist er Reviewer für radiologische und chirurgische Zeitschriften und auch Mitglied des Editorial Boards in einigen Zeitschriften.
Er ist Mitglied in radiologischen Fachgesellschaften, zum Teil federführendes Mitglied (sog. Fellowstatus) z. B. der Cardiovascular and Interventional Society of Europe (CIRSE) und der European Society of Gastrointestinal and Abdominal Radiology (ESGAR) und tritt als Redner, Moderator und Organisator von abdominalen Themenschwerpunkten auf Fachkongressen auf.
Grenacher hält zudem ein Patent zur Magnetresonanztomographie im inneren organischer Körper.